# Comuna Dmîtrivka, Nikopol
Dmîtrivka (în ucraineană Дмитрівка) este o comună în raionul Nikopol, regiunea Dnipropetrovsk, Ucraina, formată din satele Borîsivka, Dmîtrivka (reședința) și Prîvilne.

## Demografie
Componența lingvistică a satului Dmîtrivka
     Rusă (55,85%)
     Ucraineană (43,23%)
     Alte limbi (0,2%)
Conform recensământului din 2001, majoritatea populației satului Dmîtrivka era vorbitoare de rusă (55,85%), existând în minoritate și vorbitori de ucraineană (43,23%).